# Soľnička
Soľnička (in ungherese Szolnocska) è un comune della Slovacchia facente parte del distretto di Trebišov, nella regione di Košice.